# Tyler Cunningham
Tyler Rynne Cunningham (ur. 1999) – amerykański zapaśnik walczący w stylu klasycznym. Brązowy medalista mistrzostw panamerykańskich w 2022 roku. Zawodnik University of Nebraska at Kearney.